# Alberto Marras
Alberto Marras (Nuoro, 18 marzo 1943) è un produttore cinematografico, sceneggiatore e tecnico del suono italiano.

## Biografia
Iniziò la sua attività nel mondo del cinema come segretario della produzione nei primi anni sessanta, collaborando con registi quali Massimo Mida, Giovanni Vento e Ruggero Deodato.
Nel 1969 esordì come produttore nel film di Giovanni Vento, Zingari. L'anno successivo produce Scacco alla mafia, diretto da Lorenzo Sabatini. Negli anni seguenti collabora con registi quali Nando Cicero e Fernando Di Leo, talvolta in veste di produttore esecutivo. Nel 1977 dirige L'avvocato della mala, con Ray Lovelock, Mel Ferrer, Lilli Carati. La sua attività durerà fino alla metà degli anni ottanta, quando preferirà dedicarsi all'attività di tecnico del suono.

## Filmografia

### Produttore
- Zingari, regia di Giovanni Vento (1969)
- CR, regia di Giovanni Vento (1970)
- Scacco alla mafia, regia di Lorenzo Sabatini (1970)
- Ultimo tango a Zagarol, regia di Nando Cicero (1973)
- Il trafficone, regia di Bruno Corbucci (1974)